# Stepok (Sumy)
Stepok (ukrainisch Степок) ist ein Dorf in der Ukraine im Rajon Sumy in der Oblast Sumy. Nach der Auflösung des Rajon Krasnopillja am 19. Juli 2020 wurde das Dorf Teil des Rajon Sumy. Seit Januar 2024 hat das Dorf keine Einwohner mehr, nachdem der letzte durch einen Beschuss der russischen Truppen getötet wurde.

## Geographie

### Topographie
Das Dorf Stepok liegt in der Nähe des Quellgebietes des Flusses Sytna. Der Strömung entlang etwa 4 km entfernt liegt das Dorf Repjachiwka (Oblast Belgorod). Im Nordwesten des Dorfes beginnt der Fluss Hrjaznyj. Das Dorf liegt an der Grenze zu Russland.
Am 12. Juni 2020 wurde das Dorf ein Teil der neugegründeten Siedlungsgemeinde Krasnopillja, bis war es ein Teil der Landratsgemeinde Pokrowka (Покровська сільська рада/Pokrowska silska rada) im Osten des Rajons Krasnopillja.
Seit dem 17. Juli 2020 ist sie ein Teil des Rajons Sumy.

## Geschichte

### Sowjetzeit
Das Dorf hat während des Völkermords am ukrainischen Volk gelitten, der von der Regierung der UdSSR in den Jahren 1923–1933 und 1946–1947 durchgeführt wurde.

### Seit der ukrainischen Unabhängigkeit 1991
Im Jahr 2024 wurde die Bevölkerung auf null reduziert, nachdem das Dorf evakuiert wurde. Die fortgesetzten Angriffe durch russische Truppen führten zum Tod des letzten Einwohners, des 60-jährigen Oleksandr Mychajlowytsch.

## Demographie

### Einwohner
- 65 Stand 2001
- 0 Stand 2024[5]